# 페덱스필드
페덱스필드(FedEx Field)는 메릴랜드주 랜도버에 위치한 경기장이다. 1997년 잭 켄트 쿡 스타디움이라는 이름으로 개장했다. NFL 워싱턴 커맨더스의 홈구장이며, 8만 2천개의 좌석으로 미국에서 두 번째로 큰 경기장이다.
1999년 FIFA 여자 월드컵 4강전 경기가 열렸으며, 맨체스터 유나이티드 FC와 FC 바르셀로나 사이의 월드 풋볼 챌린지 경기가 열렸다.